# Флорентайн, Айзек
А́йзек Фло́рентайн (англ. Isaac Florentine, имя при рождении — Ицхак Флорентин, англ. Yitzhak Florentin; род. 28 июля 1958, Израиль) — американский режиссёр в кино и на телевидении, продюсер и мастер боевых искусств израильского происхождения. Наиболее известен тем, что внёс фундаментальный вклад в зарождение и расцвет кинокарьеры Скотта Эдкинса — одного из самых ярких актёров боевиков категории B, с которым впервые поработал в военном фильме «Американский спецназ» (2003) и затем начал активное сотрудничество над множеством других проектов вплоть до 2020 года, в том числе над серией «Неоспоримый» (2, 3, 4) и дилогией «Ниндзя» (1, 2). Среди других наиболее примечательных режиссёрских работ Флорентайна в кино такие боевики, как «Сават» (1995) с Оливье Грюнером, «Высокое напряжение» (1997) с Антонио Сабато-младшим, Шеннон Ли (дочерью Брюса Ли) и Уильямом Забкой, «Битва драконов» (1999) с Дольфом Лундгреном и Кэри-Хироюки Тагава, «Мятежник» (1999) с Гэри Дэниелсом, «Специальное задание» (2008) с Жан-Клодом Ван Даммом, «Код доступа „София“» (2012) с Кристианом Слейтером и Дональдом Сазерлендом, «Обет молчания» (2017) с Антонио Бандерасом и Карлом Урбаном, а также «Псы войны» (2024) с Фрэнком Грилло и Робертом Патриком. Также в прокат выйдет срежиссированный Флорентайном боевик «Адский огонь» со Стивеном Лэнгом, Харви Кейтелем и Дольфом Лундгреном.
На телевидении работал над несколькими сезонами супергеройского сериала «Могучие рейнджеры» (1993—2001) и всеми эпизодами шоу «Мастера ВСБИ» (1995—1997). В документальном жанре срежиссировал ленту о Роберте «Бобе» Уолле «Жизнь и легенда Боба Уолла» (2003), а также участвовал в монтаже, реставрации и подготовке к выпуску незавершённого в 70-х годах  фильма о карате «Новые гладиаторы» (2002), соавтором идеи и спонсором которого выступил Элвис Пресли.

## Карьера
Карьера Флорентайна началась с короткометражной ленты 1987 года «Прощай, терминатор!» (ивр. Shalom La-Mechassel‎, англ. Farewell, Terminator), его дипломной работы. Этот фильм был номинирован на студенческую премию «Оскар» 1988 года в категории «Лучший фильм на иностранном языке», а в самом Израиле, на кинофестивале «Мограби», удостоился 7 наград:  главного приза, а также наград за лучшую режиссуру, монтаж, операторскую работу, дизайн костюмов, продюсирование и звук. Вскоре после этого Флорентайн отправился в США, где в основном занимался съёмкой фильмов категории B для компании Nu Image.

## Личная жизнь
Флорентайн является вдовцом и отцом четверых детей.

## Фильмография
| Во избежание загромождения и захламления раздела, в нём представлены фильмы и сериалы, которые уже вышли в прокат, а также проекты, которые как минимум находятся на этапе съёмочного периода. |

| Год       |     | Русское название                                | Оригинальное название                                | Роль                                                               |
| --------- | --- | ----------------------------------------------- | ---------------------------------------------------- | ------------------------------------------------------------------ |
| 1987      | кор | Прощай, терминатор!                             | Shalom La-Mechassel                                  | режиссёр, соавтор сюжета и сценария                                |
| 1990      | ф   | Железный легион                                 | Legion of Iron                                       | второй режиссёр второго плана                                      |
| 1990      | кор | Школа танцев и обольщения Мэрилин Хотчкисс      | Marilyn Hotchkiss' Ballroom Dancing and Charm School | постановщик трюков и спецэффектов                                  |
| 1990      | ф   | Просочившиеся в канализацию                     | Down the Drain                                       | постановщик боевых сцен                                            |
| 1992      | ф   | Кикбоксинг в пустыне                            | Desert Kickboxer                                     | режиссёр, автор сюжета и соавтор сценария, постановщик боевых сцен |
| 1993      | ф   | Американский киборг: Стальной воин              | American Cyborg: Steel Warrior                       | постановщик боевых сцен                                            |
| 1993—1994 | с   | Могучие рейнджеры                               | Mighty Morphin Power Rangers                         | режиссёр второго плана, постановщик трюков                         |
| 1994—1995 | с   | Татуированные борцы-подростки из Беверли-Хиллз  | Tattooed Teenage Alien Fighters from Beverly Hills   | режиссёр                                                           |
| 1995      | ф   | Сават                                           | Savate                                               | режиссёр, автор сюжета и соавтор сценария, постановщик боевых сцен |
| 1995—1997 | с   | Мастера ВСБИ                                    | WMAC Masters                                         | режиссёр                                                           |
| 1996      | с   | Морские рейнджеры с планеты Аквитар             | Mighty Morphin Alien Rangers                         | режиссёр                                                           |
| 1996      | с   | Могучие рейнджеры: Зео                          | Power Rangers Zeo                                    | режиссёр                                                           |
| 1997      | ф   | Высокое напряжение                              | High Voltage                                         | режиссёр                                                           |
| 1998      | с   | Могучие рейнджеры: В космосе                    | Power Rangers in Space                               | режиссёр                                                           |
| 1999      | ф   | Битва драконов                                  | Bridge of Dragons                                    | режиссёр                                                           |
| 1999      | ф   | Мятежник                                        | Cold Harvest                                         | режиссёр                                                           |
| 2000      | с   | Могучие рейнджеры: Успеть на помощь             | Power Rangers Lightspeed Rescue                      | режиссёр                                                           |
| 2001      | с   | Могучие рейнджеры: Патруль времени              | Power Rangers Time Force                             | режиссёр                                                           |
| 2001      | ф   | Отряд «Морские котики» 2                        | U.S. Seals II                                        | режиссёр                                                           |
| 2002      | док | Новые гладиаторы                                | The New Gladiators                                   | исполнительный продюсер, монтажёр                                  |
| 2003      | док | Жизнь и легенда Боба Уолла                      | The Life and Legend of Bob Wall                      | режиссёр                                                           |
| 2003      | ф   | Американский спецназ                            | Special Forces                                       | режиссёр                                                           |
| 2004      | ф   | Макс-разрушитель: Проклятие нефритового дракона | Max Havoc: Curse of the Dragon                       | сорежиссёр                                                         |
| 2005      | с   | Поле боя: Искусство войны                       | Battleground: The Art of War                         | режиссёр                                                           |
| 2006      | ф   | Неоспоримый 2                                   | Undisputed II: Last Man Standing                     | режиссёр                                                           |
| 2008      | ф   | Специальное задание                             | The Shepherd: Border Patrol                          | режиссёр                                                           |
| 2009      | ф   | Ниндзя                                          | Ninja                                                | режиссёр                                                           |
| 2010      | ф   | Неоспоримый 3                                   | Undisputed III: Redemption                           | режиссёр                                                           |
| 2012      | ф   | Гринго                                          | El Gringo                                            | исполнительный продюсер                                            |
| 2012      | ф   | Код доступа «София»                             | Sofia (Assassin's Bullet)                            | режиссёр                                                           |
| 2013      | ф   | Ниндзя 2                                        | Ninja: Shadow of a Tear                              | режиссёр                                                           |
| 2014      | ф   | Геракл: Начало легенды                          | The Legend of Hercules                               | режиссёр второго плана                                             |
| 2014      | ф   | Восхождение Сокола                              | Falcon Rising                                        | ассоциированный продюсер                                           |
| 2015      | ф   | Близкое расстояние                              | Close Range                                          | режиссёр                                                           |
| 2017      | ф   | Неоспоримый 4                                   | Boyka: Undisputed                                    | сорежиссёр, продюсер                                               |
| 2017      | ф   | Обет молчания                                   | Acts of Vengeance                                    | режиссёр                                                           |
| 2018      | ф   | Ограбление: Код 211                             | 211                                                  | продюсер                                                           |
| 2020      | ф   | Заложник                                        | Seized                                               | режиссёр                                                           |
| 2024      | ф   | Псы войны                                       | Hounds of War                                        | режиссёр                                                           |
|           | ф   | Адский огонь (подготовка к прокату)             | Hellfire                                             | режиссёр                                                           |

## Награды и номинации
- 2010 — ActionFest[англ.] — «Лучший режиссёр» — победа (за фильм «Неоспоримый 3»)[7]
- 2010 — Action On Film International Film Festival[англ.] — «Лучший режиссёр» — номинация (за фильм «Неоспоримый 3»)[8]